# Белгород-Днестровское викариатство
Бе́лгород-Днестро́вское викариа́тство — викариатство Одесской епархии Украинской Православной Церкви Москового патриархата.

## История
Город Белгород-Днестровский (известный в то время как Мо(н)кастро, Монте Кастро, Аспрокастро, Алби Кастри, Белгород, Аккерман и т. д.) поднимается в XIV веке, благодаря развитию тут торговли генуэзцами. Тогда же здесь устанавливается кафедра православного архиерея. По некоторым данным упоминание о епископе «Кирилле Белгородском» в Ватиканской записи указывает на местного архиерея, хотя возможно речь идёт и о более древней Белгородской кафедре под Киевом. Иоанн Мейендорф отмечает что византийские епископские списки XIV века указывают Белгородскую епархию «с перебоями».
Согласно Николаю Дурново «положительных свидетельств о существовании в XIV веке Белгородской епархии нет»
Имя Белограда (в то время также Аккермана) было вновь придано архиерейской кафедре в ходе Русско-Турецкой войны 1787—1791 года, когда Молдовлахия была занята русскими войсками и Русская Православная Церковь распространила сюда своё попечение. В составе Молдовлахийской экзархии военного времени 22 декабря 1789 года было учреждено Белоградское викариатство, при хиротонии 26 декабря 1791 года Гавриил (Банулеско-Бодони) получил титул Белоградского и Бендерского. Викарий пребывал в Яссах. По окончании Русско-Турецкой войны Молдавия возвращалась в церковное ведение Константинопольского престола, а Белоградское викариатство было упразднено 11 февраля 1792 года.
10 декабря 1868 года было вновь учреждено Аккерманское викариатство Кишинёвской епархии Русской Православной Церкви. Епископ пребывал в Кишинёве. Аккерманское викариатство просуществовало до 1918 года, когда румынские войска заняли Бессарабию и Кишиневская епархия была временно включена в юрисдикцию Румынской православной церкви.
10 марта 1923 года в составе Бессарабской митрополии была создана Белгородско-Измаильская епископия с кафедрой в Измаиле. С 20 мая 1923 по 7 ноября 1924 года кафедру занимал епископ Нектарий (Котлярчук), доктор богословия и философии, бывший преподаватель богословского факультета в Черновцах. 21 декабря 1924 года епископом стал Юстиниан (Текулеску), в прошлом возглавлявший военное духовенство, он пребывал на кафедре до своей кончины 16 июля 1932 года. После его смерти временным управляющим епархией был назначен епископ Дионисий (Ерхан), 15 мая 1934 года он стал правящим епископом данной епархии. Летом 1940 года, когда Бессарабия вошла в состав Советского Союза, епископ Дионисий эмигрировал в Румынию. После начала Великой Отечественной войны Бессарабия была повторно занята румынскими войсками. С 1 сентября 1941 по января 1944 года епархией управлял Поликарп (Морушка), а 23 января 1944 года управляющим епархией был назначен епископ Анфим (Ника), но уже в том же году при наступлении Красной армии он бежал в Румынию.
После повторного вхождения Бессарабии в состав СССР край снова перешёл в ведение Русской Церкви, Аккерман был переименован в Белгород-Днестровский. Викарная Белгород-Днестровская епархия была возобновлена в 1960 году, теперь как викариатство Херсонской (затем Одесской) епархии.

## Архиереи
Белгородская епархия
- Кирилл (упом. 1345, 1347)
- Иосиф (Мушат) (1386/ок. 1391—1402) c 1401 митр. Молдавский

Белградское викариатство Молдовлахийской экзархии
- Гавриил (Банулеско-Бодони) (26 декабря 1791 — 11 февраля 1792)

Аккерманское викариатство Кишинёвской епархии
- Петр (Троицкий) (29 мая 1869 — 10 октября 1873)
- Августин (Гуляницкий) (16 октября 1882 — 30 сентября 1887)
- Аркадий (Филонов) (30 сентября 1887 — 12 октября 1907)
- Никодим (Кротков) (11 ноября 1907 — 16 ноября 1911)
- Гавриил (Чепур) (22 ноября 1911 — сентябрь/октябрь 1918)

Белгородская и Измаильская епархия Румынской Церкви
- Нектарий (Котлярчук) (29 марта 1923 — 7 ноября 1924)
- Иустиниан (Текулеску) (17 декабря 1924 — 16 июля 1932)
- Дионисий (Ерхан) (20 октября 1933 — 1 сентября 1941)
- Поликарп (Морушка) (1 сентября 1941 — январь 1944)
- Анфим (Ника) (23 января — август 1944)

Белгород-Днестровское викариатство Херсонской епархии
- Сергий (Петров) (13 марта 1960 — 16 марта 1961)
- Антоний (Мельников) (31 мая 1964 — 25 мая 1965)

Белгород-Днестровское викариатство Одесской епархии
- Алексий (Гроха) (19 августа 2006 — 20 декабря 2012)